# Horst Brandstätter
Horst Brandstätter (født 27. juni 1933 i Zirndorf, død 3. juni 2015 i Fürth) var en tysk erhvervsmand, der især blev kendt for produktionen af systemlegetøjet Playmobil.

## Biografi
Horst Brandstätter blev født 27. juni 1933 som søn af Georg Brandstätter. Syv år gammel mistede han sin far i anden verdenskrig og tilbragte efterfølgende sin barn- og ungdom i børnehjem.
I 1954 blev Horst Brandstätter en del af sin onkels firma, geobra Brandstätter, i Zirndorf ved Nürnberg. Dengang fremstillede firmaet først og fremmest legetøjstelefoner, sparebøsser og ting til købmandsbutikker, først af blik og senere af plastik. I 1958 fik man sin første succes med hula-hoop-ringe. Derefter udvidede firmaet med andet legetøj og fritidsprodukter, der hovedsageligt blev lavet af plastik. I 1960'erne åbnede Brandstätter et nyt produktionssted i Dietenhofen, da det hidtil havde været nødvendigt at køre medarbejderne med busser fra landsbyerne til Zirndorf. Det nye produktionssted er efterfølgende løbende blevet udvidet.
I 1964 grundlagde Brandstätter HOB GmbH & Co. KG til produktion af pladeafspillere og intercom. I 1981 kom hans søn Klaus Brandstätter ind i firmaet og vendte produktionen mod software, især til Remote Access Service.
I begyndelsen af 1970'erne satte oliekrisen sit præg på firmaets traditionelle sortiment af legetøj. Det foranledigede Brandstätter til at skabe et systemlegetøj med høj legeværdi og med så lavt forbrug af råstoffer som muligt. Brandstätter tænkte på en serie med køretøjer til små børn og forestillede sig, at der kunne side passende figurer i dem. For opfinderen Hans Beck var det imidlertid for enkelt, og han udviklede en række ens grundfigurer, der adskilte sig fra hinanden med forskellig bemaling og passende tilbehør: systemlegetøjet Playmobil. De første figurer blev præsenteret på legetøjsmessen i Nürnberg i 1974. Ved udgangen af året havde man produceret de første 300.000 figurer og tjent 3,5 mio. D-Mark på dem. Siden 1976 produceres en stor del af figurerne af Brand Malta, i Hal Far på Malta, som Brandstätter havde åbnet som første udenlandske produktionssted i 1971. 
Hjemme i Zirndorf åbnedes et nyt centrum for forvaltning, marketing, udvikling og drift i 1990. Siden 2000 fremstilles udover Playmobil også Lechuza-plantekrukker og -havemøbler. Sønnen Conny Brandstätter har gjort mærket Lechuza til førende på verdensplan. I 2013 og 2014 etablerede Brandstätter et logistikcentrum i Herrieden i Landkreis Ansbach. I 2014 havde Brandstätter-gruppen over 4.100 medarbejdere på verdensplan og en omsætning på 595 mio. euro. Samme år anslog det amerikanske erhvervsmagsin Forbes Brandstätters formue til ca. 1,3 mia. USD, hvilket placerede ham som nr. 1.316 på magasinets liste over verdens rigeste mennesker.
Horst Brandstätter var stifter af fonden Kinderförderung von Playmobil og grundlagde forlystelsesparkerne Playmobil FunPark, der er indrettet med henblik på aktiv beskæftigelse og bevægelse for børn.
Privat var Brandstätter far til to sønner og blev skilt to gange. I løbet af sit liv modtog han flere udmærkelser, blandt andet Bundesverdienstkreuz af 1. klasse, ligesom han blev udnævnt til æresborger i både hjembyen Zirndorf og produktionsstedet Dietenhofen.